# Nicole El Karoui
Nicole El Karoui és una matemàtica francesa i pionera en el desenvolupament de la matemàtica financera, nascuda el 29 de maig de 1944 a París. És considerada una dels pioners en l'escola francesa de matemàtica financera i va formar molts enginyers i científics en aquest camp. És Professora Emèrita de matemàtiques aplicades a la Universitat Sorbonne, i va ocupar places com a professora a l'École Polytechnique i a la Université du Maine. La seva recerca ha contribuït en l'aplicació de la probabilitat i de lesequacions diferencials estocàstiques en el modelat i l'administració de risc en mercats financers.

## Ensenyament
La reputació de les classes de la professora El Karoui és tal que el The Wall Street Journal opina que hi pot haver-hi massa estudiants seus en posicions importants que manegen derivats financers. En una entrevista en aquest diari, Rama Cont, un matemàtic molt conegut, va descriure haver fet un grau amb El Karoui com a professora com "la paraula màgica que obre portes a la gent jove."
El Karoui va ser la codirectora, amb Marc Yor i Gilles Pagès, del programa de Master en Probabilitat i Finances, conjuntament operat per l'École Polytechnique i la Universitat Pierre i Marie Curie (Paris VI), que ella mateixa va cofundar amb Helyette Geman. Aquest programa, normalment anomenat "DEA El Karoui", és un dels programes més prestigiosos en finances quantitativa en el món i el número 1 a França.

## Contribucions científiques
La recerca de Nicole El Karoui està centrada en la teoria de la probabilitat, la teoria del control estocàstic i la finança matemàtica. Les seves contribucions es van basar en la teoria matemàtica de control estocàstic, les equacions diferencials estocàstiques cap enrere i la seva aplicació en la matemàtica financera. És particularment coneguda per la seva feina en la robustesa de l'estratègia de cobertura Black-Scholes, la supercobertura de reclamacions contingents i el mètode de canvi numerari per la preuació d'opcions.

## Publicacions seleccionades
- El Karoui, Nicole. Les Aspects Probabilistes Du Controle Stochastique. 876, 1981, p. 73–238. DOI 10.1007/BFb0097499. ISBN 978-3-540-10860-3.
- El Karoui, Nicole; Quenez, Marie-Claire «Dynamic Programming and Pricing of Contingent Claims in an Incomplete Market». SIAM J. Control Optim., 33, 1995, pàg. 29–66. DOI: 10.1137/S0363012992232579.
- El Karoui, Nicole; Jeanblanc, Monique; Shreve, Steven «Robustness of the Black and Scholes Formula». Mathematical Finance, 8, 2, 1998, pàg. 93–126. DOI: 10.1111/1467-9965.00047.
- El Karoui, Nicole; Quenez, Marie-Claire; Peng, Shige «Backward Stochastic Differential Equations in Finance». Mathematical Finance, 7, 1997, pàg. 1–71. DOI: 10.1111/1467-9965.00022.
- El Karoui, Nicole; Geman, Helyette; Rochet, Jean-Charles «Changes of Numeraire, Changes of Probability Measure and Option Pricing». Journal of Applied Probability, 32, 2, 1995, pàg. 443–458. DOI: 10.2307/3215299. JSTOR: 3215299.

## Premis
La professor El Karoui és Chevalier de l'ordre de la légion d'honneur.